# Дуб (археолошки локалитет)
Дуб је археолошки локалитет који се налази у селу Мала Врбница, у општини Брус и потиче из ранохришћанског периода (V-6. век), а коришћен је и у каснијим епохама. На њему су 1998. године откривени темељи једнобродне базилике, који су истражени и конзервирани, након чега је на њима подигнута нова црква, посвећена светој Преподобној Мати Параскеви.

## Локалитет Дуб
Локалитет Дуб је смештен на узвишењу, високом 550 m, које доминира околином и контролише путне правце од источних обронака Копаоника ка долини Расине (Александровачкој жупи) и Поморављу. Његово археолошко истраживање је спроведено 1998. године, иако су пре тога у неколико наврата током `60 година 20. века на њему вршена тзв. дивља ископавања.
Током истраживања која су трајала месец дана и која су имала за циљ дефинисање конзерваторских услова за подизање нове цркве на старом култном месту, пронађена је једнобродна базилика са полукружном олтарском апсидом и нартексом, чије су димензије 15.50 x 7.20 m, док јој је просечна дебљина зидова 0.7m. Изграђена је од ломљеног и тесаног камена који је везиван кречним малтером, док су јој и спољашњост и унутрашњост биле окречене.
Непосредно изван саме цркве (њене апсиде), откривени су фрагменти камене декоративне пластике, за које се сматра да су припадали њеним рељефним украсима. Они припадају ранохришћанском добу, па се по њима и цела црква датира у V-6. век. Мотиви који се виде на њима су биљне и фигуративне природе, а истичу се представе рибе и крста, традиционалних хришћанских симбола. Поједини фрагменти на себи носе трагове црвене и беле боје, а на једном од њих су видљиви трагови натписа на латинском. По свом пореклу, ова декоративна камена пластика представља локалну варијанту ранохришћанске пластике која се стварала на простору Дачке дијацезе, али и на територији римске провинције Далмације.
Поред ових налаза, из доба настанка цркве, током истраживања су откривени налази из познијих епоха:
- Наушница (XI/12. век), са спољне стране северозападног угла цркве
- Прстење (XV/16. век), у наосу
- Крст (19. век), поред северног зида цркве